# Amy Dumas
Amy Christine Dumas (14 d'abril del 1975), més coneguda al ring com a Lita és una ex-lluitadora professional estatunidenca que va treballar a la World Wrestling Entertainment (WWE) entre els anys 2000 i 2006.